# Liste der Länderspiele der Schweizer Unihockeynationalmannschaft der Damen
Diese Liste enthält Spiele der Schweizer Unihockeynationalmannschaft der Damen. Die Schweiz bestritt ihr erstes Länderspiel am 11. November 1994 gegen Schweden.

## Legende
Dieser Abschnitt dient als Legende für die nachfolgenden Tabellen.
- n. V. = nach Verlängerung
- n. P. = im Penaltyschiessen

## 1990 bis 1999
| Datum      | Mannschaften          | Resultat  |                     | Schiedsrichter                   | Austragungsort                 | Zuschauer | Bemerkungen               |
| ---------- | --------------------- | --------- | ------------------- | -------------------------------- | ------------------------------ | --------- | ------------------------- |
| 11.11.1994 | Schweden – Schweiz    | 9:1       | 3-Nationen Turnier  |                                  | Schweiz                        |           | Erstes Länderspiel        |
| 12.11.1994 | Schweiz – Finnland    | 1:3       | 3-Nationen Turnier  |                                  | Schweiz                        |           |                           |
| 14.05.1995 | Norwegen – Schweiz    | 6:5       | Europameisterschaft | Marco Matinvesi, Jyrki Filppu    | Mooshalle, Gümligen            | 572       | Erste Europameisterschaft |
| 15.05.1995 | Schweiz – Russland    | 9:0       | Europameisterschaft | Goran Berg, Rolf Namark          | Sportcenter Grünfeld, Jona     | 500       |                           |
| 16.05.1995 | Japan – Schweiz       | 0:14      | Europameisterschaft | Petr Cerný, Jirí Janousek        | Tägerhard, Wettingen           | 302       |                           |
| 18.05.1995 | Schweiz – Deutschland | 13:0      | Europameisterschaft | Marco Matinvesi, Jyrki Filppu    | Tüfi, Adliswil                 |           |                           |
| 19.05.1995 | Schweden – Schweiz    | 6:2       | Europameisterschaft | Marco Matinvesi, Jyrki Filppu    | Saalsporthalle, Zürich         | 632       |                           |
| 20.05.1995 | Schweiz – Finnland    | 2:3       | Europameisterschaft | Karl-Heinz Seiler, Gert Olofsson | Saalsporthalle, Zürich         | 452       |                           |
| 01.03.1996 | Tschechien – Schweiz  | 2:1       | Testspiel           |                                  |                                |           |                           |
| 02.03.1996 | Tschechien – Schweiz  | 1:1       | Testspiel           |                                  |                                |           |                           |
| 08.11.1996 | Schweden – Schweiz    | 8:2       | 3-Nationen Turnier  |                                  | Pasilan Urheiluhalli, Helsinki | 68        |                           |
| 09.11.1996 | Schweiz – Finnland    | 1:2       | 3-Nationen Turnier  |                                  | Pasilan Urheiluhalli, Helsinki |           |                           |
| 1997       | Deutschland – Schweiz | 1:11      | Weltmeisterschaft   |                                  | Åland                          |           |                           |
| 1997       | Schweiz – Russland    | 4:3       | Weltmeisterschaft   |                                  | Åland                          |           |                           |
| 1997       | Österreich – Schweiz  | 0:13      | Weltmeisterschaft   |                                  | Åland                          |           |                           |
| 1997       | Schweiz – Schweden    | 1:9       | Weltmeisterschaft   |                                  | Åland                          |           |                           |
| 1997       | Finnland – Schweiz    | 2:0       | Weltmeisterschaft   |                                  | Åland                          |           |                           |
| 1997       | Norwegen – Schweiz    | 4:5 n. P. | Weltmeisterschaft   |                                  | Åland                          |           |                           |
| 07.02.1998 | Tschechien – Schweiz  | 1:2       | Testspiel           |                                  |                                |           |                           |
| 06.11.1998 | Schweden – Schweiz    | 3:1       | 3-Nationen Turnier  |                                  |                                |           |                           |
| 07.11.1998 | Schweiz – Finnland    | 0:2       | 3-Nationen Turnier  |                                  |                                |           |                           |
| 12.02.1999 | Schweiz – Norwegen    | 1:2       | Testspiel           |                                  |                                |           |                           |
| 13.02.1999 | Schweiz – Norwegen    | 2:2       | Testspiel           |                                  |                                |           |                           |
| 1999       | Schweiz – Deutschland | 6:1       | Weltmeisterschaft   |                                  | Borlänge                       |           |                           |
| 1999       | Schweden – Schweiz    | 4:1       | Weltmeisterschaft   |                                  | Borlänge                       |           |                           |
| 1999       | Norwegen – Schweiz    | 0:4       | Weltmeisterschaft   |                                  | Borlänge                       |           |                           |
| 1999       | Finnland – Schweiz    | 3:1       | Weltmeisterschaft   |                                  | Borlänge                       |           |                           |
| 13.11.1999 | Schweiz – Deutschland | 5:0       | Testspiel           |                                  | Götzis                         |           |                           |
| 14.11.1999 | Schweiz – Deutschland | 5:2       | Testspiel           |                                  | Götzis                         |           |                           |

## 2000 bis 2009
| Datum      | Mannschaften          | Resultat |                     | Schiedsrichter                          | Austragungsort                 | Zuschauer | Bemerkungen                    |
| ---------- | --------------------- | -------- | ------------------- | --------------------------------------- | ------------------------------ | --------- | ------------------------------ |
| 11.02.2000 | Norwegen – Schweiz    | 8:4      | Testspiel           |                                         |                                |           |                                |
| 12.02.2000 | Norwegen – Schweiz    | 0:1      | Testspiel           |                                         |                                |           |                                |
| 10.11.2000 | Schweiz – Schweden    | 2:2      | Founders Cup        |                                         | Schweiz                        |           |                                |
| 12.11.2000 | Schweiz – Finnland    | 5:3      | Founders Cup        |                                         | Schweiz                        |           |                                |
| 10.02.2001 | Norwegen – Schweiz    | 2:3      | 3-Nationen Turnier  |                                         | Lettland                       |           |                                |
| 11.02.2001 | Schweiz – Lettland    | 5:1      | 3-Nationen Turnier  |                                         | Lettland                       |           |                                |
| 05.05.2001 | Österreich – Schweiz  | 1:16     | Testspiel           |                                         |                                |           |                                |
| 06.05.2001 | Österreich – Schweiz  | 0:11     | Testspiel           |                                         |                                |           |                                |
| 2001       | Schweiz – Schweden    | 1:2      | Weltmeisterschaft   |                                         | Riga                           |           |                                |
| 2001       | Schweiz – Deutschland | 10:0     | Weltmeisterschaft   |                                         | Riga                           |           |                                |
| 2001       | Lettland – Schweiz    | 1:2      | Weltmeisterschaft   |                                         | Riga                           |           |                                |
| 2001       | Finnland – Schweiz    | 3:2      | Weltmeisterschaft   |                                         | Riga                           |           |                                |
| 2001       | Schweiz – Norwegen    | 3:4      | Weltmeisterschaft   |                                         | Riga                           |           |                                |
| 09.02.2002 | Tschechien – Schweiz  | 0:2      | Testspiel           |                                         |                                |           |                                |
| 10.02.2002 | Tschechien – Schweiz  | 1:6      | Testspiel           |                                         |                                |           |                                |
| 26.04.2002 | Schweden – Schweiz    | 6:1      | 4-Nationen Turnier  |                                         |                                |           |                                |
| 27.04.2002 | Schweiz – Finnland    | 1:2      | 4-Nationen Turnier  |                                         |                                |           |                                |
| 28.04.2002 | Schweiz – Dänemark    | 5:0      | 4-Nationen Turnier  |                                         |                                |           |                                |
| 07.09.2002 | Schweiz – Tschechien  | 8:1      | Testspiel           |                                         |                                |           |                                |
| 08.09.2002 | Schweiz – Tschechien  | 8:1      | Testspiel           |                                         |                                |           |                                |
| 09.11.2002 | Finnland – Schweiz    | 3:2      | Founders Cup        |                                         |                                |           |                                |
| 10.11.2002 | Schweden – Schweiz    | 8:3      | Founders Cup        |                                         |                                |           |                                |
| 07.02.2003 | Schweiz – Finnland    | 2:7      | Testspiel           |                                         |                                |           |                                |
| 08.02.2003 | Schweiz – Finnland    | 0:2      | Testspiel           |                                         |                                |           |                                |
| 2003       | Finnland – Schweiz    | 3:1      | Weltmeisterschaft   |                                         | Schweiz                        |           |                                |
| 2003       | Schweiz – Tschechien  | 8:2      | Weltmeisterschaft   |                                         | Schweiz                        |           |                                |
| 2003       | Schweiz – Russland    | 8:1      | Weltmeisterschaft   |                                         | Schweiz                        |           |                                |
| 2003       | Norwegen – Schweiz    | 3:7      | Weltmeisterschaft   |                                         | Schweiz                        |           |                                |
| 2003       | Schweden – Schweiz    | 8:1      | Weltmeisterschaft   |                                         | Schweiz                        |           |                                |
| 06.02.2004 | Finnland: Schweiz     | 6:2      | 4-Nationen Turnier  |                                         | Schweden                       |           |                                |
| 07.02.2004 | Schweiz – Schweden    | 3:3      | 4-Nationen Turnier  |                                         | Schweden                       |           |                                |
| 08.02.2004 | Norwegen – Schweiz    | 2:3      | 4-Nationen Turnier  |                                         | Schweden                       |           |                                |
| 11.09.2004 | Tschechien – Schweiz  | 3:2      | 3-Nationen Turnier  |                                         | Jicin                          |           |                                |
| 12.09.2004 | Schweiz – Finnland    | 2:6      | 3-Nationen Turnier  |                                         | Jicin                          |           |                                |
| 12.11.2004 | Schweden – Schweiz    | 4:4      | Founders Cup        |                                         | Goransson Arena, Sandviken     |           |                                |
| 13.11.2004 | Schweiz – Finnland    | 3:3      | Founders Cup        |                                         | Goransson Arena, Sandviken     |           |                                |
| 11.02.2005 | Schweiz – Schweden    | 4:3      | 4-Nationen Turnier  |                                         | Oslo                           |           |                                |
| 12.02.2005 | Finnland – Schweiz    | 4:2      | 4-Nationen Turnier  |                                         | Oslo                           |           |                                |
| 13.02.2005 | Norwegen – Schweiz    | 0:4      | 4-Nationen Turnier  |                                         | Oslo                           |           |                                |
| 30.05.2005 | Finnland – Schweiz    | 6:7      | Weltmeisterschaft   | Kim Hofgaard-Joerstad, Rune A Zouhar    | ITE College East, Singapur     | 459       |                                |
| 31.05.2005 | Schweiz – Tschechien  | 5:0      | Weltmeisterschaft   | Martin Polvareri, Mike Bengtsson        | ITE College East, Singapur     | 493       |                                |
| 02.06.2005 | Schweiz – Lettland    | 4:0      | Weltmeisterschaft   | Ondrej Sýkora, Martin Sýkora            | ITE College East, Singapur     | 196       |                                |
| 04.06.2005 | Schweiz – Norwegen    | 5:1      | Weltmeisterschaft   | Johan Råsbrink, Thomas Nystrand         | Indoor Stadium                 | 1100      |                                |
| 05.06.2005 | Finnland – Schweiz    | 3:4      | Weltmeisterschaft   | Martin Polvareri, Mike Bengtsson        | Indoor Stadium                 | 1241      | Erster Weltmeisterschaft-Titel |
| 29.10.2005 | Schweiz – Finnland    | 6:4      | Testspiel           | Martin Sýkora, Ondrej Sýkora            | Waldmannhalle, Baar            | 480       |                                |
| 30.10.2005 | Schweiz – Finnland    | 2:3      | Testspiel           | Martin Sýkora, Ondrej Sýkora            | Waldmannhalle, Baar            | 510       |                                |
| 09.02.2006 | Schweiz – Finnland    | 3:4      | World Challenge     | Martin Polvareri, Mike Bengtsson        | Kinnarps Arena, Jönköping      | 102       |                                |
| 10.02.2006 | Norwegen – Schweiz    | 2:5      | World Challenge     | Martin Polvareri, Mike Bengtsson        | Kinnarps Arena, Jönköping      | 86        |                                |
| 11.02.2006 | Schweden – Schweiz    | 2:1      | World Challenge     | Michael Bartosek, Daniel Bartosek       | Kinnarps Arena, Jönköping      | 515       |                                |
| 28.04.2006 | Schweiz – Lettland    | 9:3      | 3-Nationen Turnier  |                                         | Lappeenranta                   |           |                                |
| 29.04.2006 | Finnland – Schweiz    | 1:4      | 3-Nationen Turnier  |                                         | Lappeenranta                   |           |                                |
| 10.11.2006 | Schweden – Schweiz    | 5:1      | Euro Floorball Tour | Petr Cerný, Jirí Janousek               | Sparta Arena, Prag             | 95        |                                |
| 11.11.2006 | Tschechien – Schweiz  | 5:5      | Euro Floorball Tour | Jan Magnar Ingebrigtsli, Peter Holmberg | Sparta Arena, Prag             | 228       |                                |
| 12.11.2006 | Schweiz – Finnland    | 6:3      | Euro Floorball Tour | Petr Cerný, Jirí Janousek               | Sparta Arena, Prag             | 152       |                                |
| 09.02.2007 | Tschechien – Schweiz  | 2:7      | Euro Floorball Tour | Jan Magnar Ingebrigtsli, Peter Holmberg | Umeå                           | 200       |                                |
| 10.02.2007 | Schweiz – Finnland    | 3:6      | Euro Floorball Tour | Jan Magnar Ingebrigtsli, Peter Holmberg | Waldmannhalle, Baar            | 400       |                                |
| 11.02.2007 | Schweiz – Schweden    | 4:7      | Euro Floorball Tour | Jan Magnar Ingebrigtsli, Peter Holmberg | Waldmannhalle, Baar            | 450       |                                |
| 28.04.2007 | Tschechien – Schweiz  | 2:2      | 3-Nationen Turnier  |                                         | Fredrikshavn                   |           |                                |
| 29.04.2007 | Schweiz – Dänemark    | 10:0     | 3-Nationen Turnier  |                                         | Fredrikshavn                   |           |                                |
| 12.05.2007 | Dänemark – Schweiz    | 2:9      | Weltmeisterschaft   | Jan Magnar Ingebrigtsli, Peter Holmberg | Arena Nord, Fredrikshavn       | 480       |                                |
| 14.05.2007 | Schweiz – Lettland    | 14:1     | Weltmeisterschaft   | Petr Cerný, Jirí Janousek               | Arena Nord, Fredrikshavn       | 218       |                                |
| 15.05.2007 | Schweiz – USA         | 19:2     | Weltmeisterschaft   | Jukka Paso, Anssi Silvo                 | Arena Nord, Fredrikshavn       | 101       |                                |
| 16.05.2007 | Norwegen – Schweiz    | 3:7      | Weltmeisterschaft   | Caroline Lundin, Sofia Sandén           | Arena Nord, Fredrikshavn       | 215       |                                |
| 18.05.2007 | Schweiz – Schweden    | 1:3      | Weltmeisterschaft   | Petr Cerný, Jirí Janousek               | Arena Nord, Fredrikshavn       | 916       |                                |
| 19.05.2007 | Lettland – Schweiz    | 1:7      | Weltmeisterschaft   | Jukka Paso, Anssi Silvo                 | Arena Nord, Fredrikshavn       | 589       |                                |
| 09.11.2007 | Schweden – Schweiz    | 11:1     | Euro Floorball Tour |                                         | Porvoo                         |           |                                |
| 10.11.2007 | Schweiz – Finnland    | 5:5      | Euro Floorball Tour |                                         | Porvoo                         |           |                                |
| 11.11.2007 | Schweiz – Tschechien  | 5:1      | Euro Floorball Tour |                                         | Porvoo                         |           |                                |
| 01.02.2008 | Finnland – Schweiz    | 3:1      | 4-Nationen Turnier  |                                         | Göteborg                       |           |                                |
| 02.02.2008 | Schweiz – Tschechien  | 7:2      | 4-Nationen Turnier  |                                         | Göteborg                       |           |                                |
| 03.02.2008 | Schweden – Schweiz    | 6:2      | 4-Nationen Turnier  |                                         | Göteborg                       |           |                                |
| 31.10.2008 | Finnland – Schweiz    | 5:2      | Euro Floorball Tour | Martin Sýkora, Ondrej Sýkora            | Sparta Arena, Prag             | 67        |                                |
| 01.11.2008 | Tschechien – Schweiz  | 1:6      | Euro Floorball Tour | Caroline Gestrup, Jennie Fahlberg       | Sparta Arena, Prag             | 199       |                                |
| 02.11.2008 | Schweiz – Schweden    | 6:7      | Euro Floorball Tour | Martin Sýkora, Ondrej Sýkora            | Sparta Arena, Prag             | 125       |                                |
| 24.04.2009 | Finnland – Schweiz    | 5:5      | Euro Floorball Tour | Caroline Gestrup, Jennie Fahlberg       | Gewerbliche Berufsschule, Chur |           |                                |
| 25.04.2009 | Schweiz – Schweden    | 2:8      | Euro Floorball Tour | Aleksander Bienkowski, Marek Chomnicki  | Gewerbliche Berufsschule, Chur | 703       |                                |
| 26.04.2009 | Schweiz – Tschechien  | 8:3      | Euro Floorball Tour | Caroline Gestrup, Jennie Fahlberg       | Gewerbliche Berufsschule, Chur |           |                                |
| 10.09.2009 | Schweiz – Niederlande | 9:0      | Polish Open         | Tommi Jarventausta, Mikka Myllykangas   | Babimost                       | 60        |                                |
| 11.09.2009 | Norwegen – Schweiz    | 1:9      | Polish Open         | Marek Chomnicki, Aleksander Bienkowski  | Zbąszyń                        | 200       |                                |
| 12.09.2009 | Schweiz – Dänemark    | 9:0      | Polish Open         | Tommi Jarventausta, Mikka Myllykangas   | Babimost                       | 60        |                                |
| 12.09.2009 | Schweiz – Tschechien  | 6:4      | Polish Open         | Tommi Jarventausta, Mikka Myllykangas   | Babimost                       | 120       |                                |
| 13.09.2009 | Schweiz – Finnland    | 1:4      | Polish Open         |                                         | Zbąszyń                        | 200       |                                |
| 03.12.2009 | Schweden – Schweiz    | 4:0      | Testspiel           | Aleksander Bienkowski, Marek Chomnicki  | Bombardier Arena, Västerås     | 318       |                                |
| 05.12.2009 | Schweiz – Polen       | 9:1      | Weltmeisterschaft   | Daniel Bartosek, Michael Bartosek       | Bombardier Arena, Västerås     | 125       |                                |
| 06.12.2009 | Dänemark – Schweiz    | 3:15     | Weltmeisterschaft   | Martins Larinovs, Martins Gross         | Bombardier Arena, Västerås     | 140       |                                |
| 07.12.2009 | Schweiz – Russland    | 8:0      | Weltmeisterschaft   | Jennie Fahlberg, Caroline Gestrup       | Bombardier Arena, Västerås     | 84        |                                |
| 08.12.2009 | Finnland – Schweiz    | 3:5      | Weltmeisterschaft   | Daniel Bartosek, Michael Bartosek       | Bombardier Arena, Västerås     | 432       |                                |
| 11.12.2009 | Schweiz – Tschechien  | 5:1      | Weltmeisterschaft   | Daniel Skoog, Ola Pettersson            | ABB Arena, Västerås            | 1128      |                                |
| 12.12.2009 | Schweiz – Schweden    | 2:6      | Weltmeisterschaft   | Daniel Bartosek, Michael Bartosek       | ABB Arena, Västerås            | 4521      |                                |